# 麻々原絵里依
麻々原 絵里依（ままはら えりい、1966年3月26日 - ）は、日本の漫画家。兵庫県高砂市出身。血液型はO型。ボーイズ・ラブ系の小説のイラストなども手掛ける。
『FUNKY CITY BAD TIME』でデビュー。

## 作品リスト

### 漫画
- 極東キッド（新書館）
- FUNKY CITY BAD TIME（ふゅーじょんぷろだくと）
- J1（角川書店、全2巻）
- FAKE（角川書店、全3巻）
- 須臾楼閣（角川書店）
- ラブ・テロリスト（角川書店、全4巻）
- 黄昏の姫君（角川書店、前後編）
- WARNING（角川書店、全3巻）
- ジュテーム・スキャンダル（角川書店）
- ひみつのおとうさん（角川書店）
- AQUADOM（角川書店、全4巻）
- Sweet Blood（角川書店、全2巻）
- 花吹雪デンゲイ野郎（角川書店、全2巻）
- ラスト・ターゲット（原作：池戸裕子、徳間書店）
- 極楽カフェ（徳間書店、全2巻）
- from dusk till dawn（新書館）
- マカロニ（徳間書店、全2巻）
- 初恋横丁（徳間書店）
- 野球天国（徳間書店）
- ダブルキャスト（原作：水橋貴奈、新書館）
- Deep Black（徳間書店）
- 下宿日和（徳間書店）
- バーニッシュ（新書館）
- 茅島氏の優雅な生活（原作：遠野春日、芳文社）
- きぐるみプラネット（徳間書店、全2巻）
- 茅島氏の優雅な生活 英国旅行編（原作：遠野春日、芳文社）
- Pretty Babies（原作：岩本薫、新書館）
- 茅島氏の優雅な生活 プロポーズ編（原作：遠野春日、芳文社）
- 辛口食堂（徳間書店）
- ヘビー×ビューティ 〜プリティ・ベイビィズ〜（原作：岩本薫、新書館）
- 泡と欲望（芳文社）
- この世は金しだい（芳文社）
- 狼を狩る法則（原作：J・L・ラングレー、新書館、全2巻）

以下、有栖川有栖原作『作家アリスシリーズ』の漫画化（角川書店→KADOKAWA）
- 人喰いの滝
  - ロシア紅茶の謎（新装版）
- 朱色の研究 夕陽丘殺人事件
  - 朱色の研究 I（新装版）
- 朱色の研究 枯木灘殺人事件
  - 朱色の研究 II（新装版）
- 201号室の災厄
  - ブラジル蝶の謎（新装版）
- 英国庭園の謎

## 小説イラスト
- 新堂奈槻 著（講談社X文庫ホワイトハート、講談社）
  - ロマンスの震源地
  - 転校生
  - 夢にお帰りなさい
  - もっとずっとそばにいて
  - ロマンスの震源地2（上下巻）
  - 11月は通り雨
- 岡野麻里安 著（講談社X文庫ホワイトハート、講談社）
  - 蘭の契り
  - 龍神の珠 蘭の契り2
  - 銀色の妖狐 蘭の契り3
  - 月光の妖狐 蘭の契り 青嵐編
  - 龍の化身 蘭の契り 青嵐編
  - 銀色の指輪 蘭の契り 青嵐編
  - 風花の契り 蘭の契り 青嵐編
- 伊郷ルウ 著（講談社X文庫ホワイトハート、講談社）
  - 恋のテイスティング
  - 恋のシーズニング
  - 恋のドレッシング
  - 恋のミキシング
- 高瀬美恵 著（講談社X文庫ホワイトハート、講談社）
  - クシアラータの覇王シリーズ
  - 破界伝シリーズ
- 結城惺 著（ウィングス・ノヴェルス、新書館）
  - ダイヤモンシリーズ
- 前田栄 著（ウィングス・ノヴェルス、新書館）
  - リアルゲーム　虚空間のメサイア
  - ミカエルの騎士シリーズ
  - 土耳古石は忘れない
- 津守時生 著
  - 三千世界の鴉を殺しシリーズ（ウィングス文庫、新書館、9巻から担当）
- 前田珠子 著
  - 隻腕の神の島シリーズ（角川スニーカー文庫、角川書店）
- 秋月こお 著
  - 右京さま参るシリーズ（あすかノベルズ、角川書店）
  - チャンプ（角川ルビー文庫、角川書店、全3巻）
  - ネズミとオオカミの独立白書（角川ティーンズルビー文庫、角川書店）
- 高殿円 著（角川ビーンズ文庫、角川書店）
  - 遠征王シリーズ
  - 黎明に向かって翔べ
- 白城るた 著
  - ぎゅっ!とホールドミー（角川ルビー文庫、角川書店）
- 流星香 著（角川ビーンズ文庫、角川書店）
  - 守護天使は運命を導く
  - 守護天使は奇跡を奪う
- 夏目もも 著（角川ルビー文庫、角川書店）
  - 家政夫は今日も眠れない
  - 家政夫は今夜も意地悪で
- かなた琴子 著
  - 3ヶ月限定の彼（角川ルビー文庫、角川書店）
- 御堂なな子 著
  - 誓いのキスは君だけに（角川ルビー文庫、角川書店）
- 今城けい 著
  - 挑発の熱い夜（角川ルビー文庫、角川書店）
- 有栖川有栖 著
  - 臨床犯罪学者・火村英生の推理シリーズ（角川ビーンズ文庫、角川書店→KADOKAWA）
- 夏乃穂足 著
  - ドMとドSと、ときどきウサギ（角川ルビー文庫、角川書店）
- 久我有加 著（角川ルビー文庫、KADOKAWA）
  - 若様のヨメ
  - 初恋列車